# 桂文楽 (5代目)
5代目 桂 文楽（かつら ぶんらく、元治1年1月（1864年2月ないし3月） - 大正14年（1925年4月19日））は、明治・大正期に活躍した落語家。本名 増田（後に金坂、金坂惣助の養子になったため）巳之助。父は同じく落語家2代目桂才賀。
俗に あんぱんの文楽。モリョリョンの文楽ともいう。

## 人物・略歴
12歳で奉公に出たがなかなか馴染めず、父才賀によって家に呼び戻され落語の修行をさせられ、桂小才と名乗る。
その後3代目春風亭柳枝の元に預けられ、若枝を経て1888年に柳亭傳枝と名乗り、同年12月春風亭傳枝と亭号を改める。
1896年12月に父の名、3代目桂才賀を襲名するが、柳枝の弟子なのに江戸桂派の名跡である才賀を名乗ったことで柳枝からクレームが来る。2代目才賀（当時才六）側と柳枝側とトラブルになったが、柳枝側が折れ、許可が下りた。
5代目文楽襲名に関しては柳亭小燕路、三遊亭花圓遊の間に襲名争いが起きたが、結局はこの才賀が1902年5月に日本橋木原店にて襲名することになる。
1920年5月6日に、文楽の名跡を翁家馬之助が強引に襲名したため、自身は桂やまとに改名した。この時も改名でトラブルが起きている。桧物町にあった料亭「やま登」があったが、やまと自身も同町内に住んでいたため紛らわしいと苦情が来たが、一代限りにするからという条件で和解し後に後援するなど贔屓客になる。1925年4月に再度名を才賀に戻したが、同月19日に死去。享年62。
墓所は父と同じ芝の貞林寺（現在の葛飾区東金町 貞林院瑞正寺）、戒名は演誉大浩信士。
芸風は旅ネタ「富士詣り」などを好んで演じた、また「モリョリョン踊り」なる珍芸を弟弟子の3代目蝶花楼馬楽（当時：初代春風亭千枝）と掛け合いで踊ったことで人気にもなった。
死を悼んで正岡容が詳しい描写をしている（「随筆寄席風俗」。『完本正岡容寄席随筆』岩波書店版に所収。河出文庫版には入っていない）
秀吉という弟がおり、兄が名乗っていた春風亭傳枝の名を引き継いだが、25歳の若さで亡くなった。